# Azorella
Azorella là chi thực vật có hoa trong họ Apiaceae.

## Hình ảnh

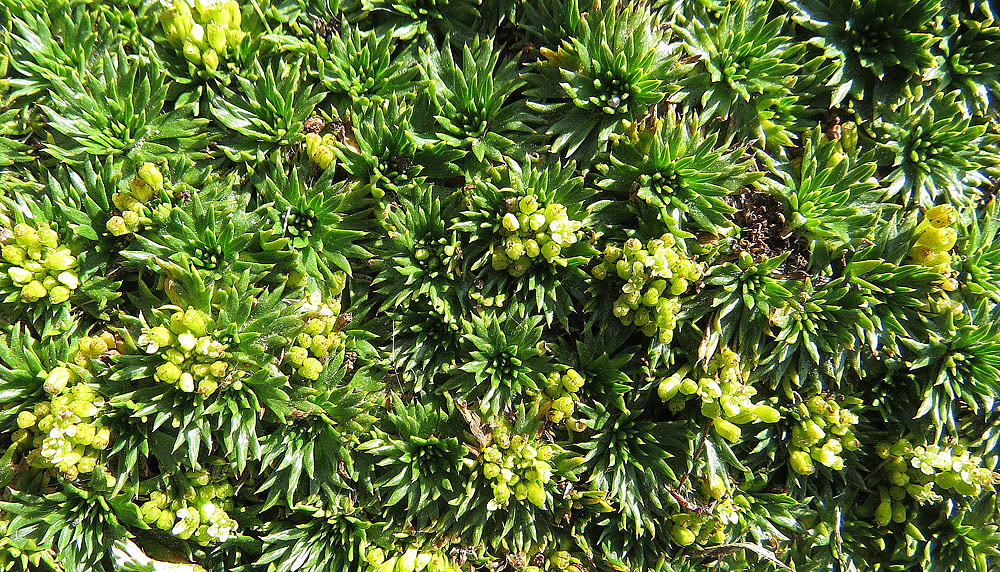
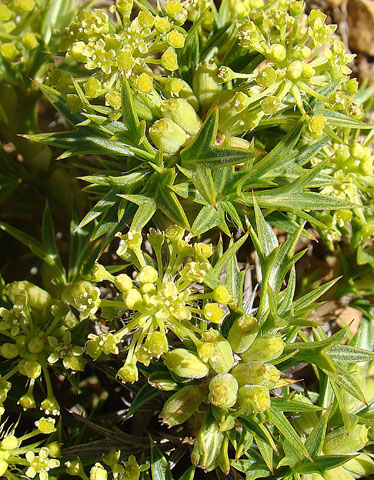
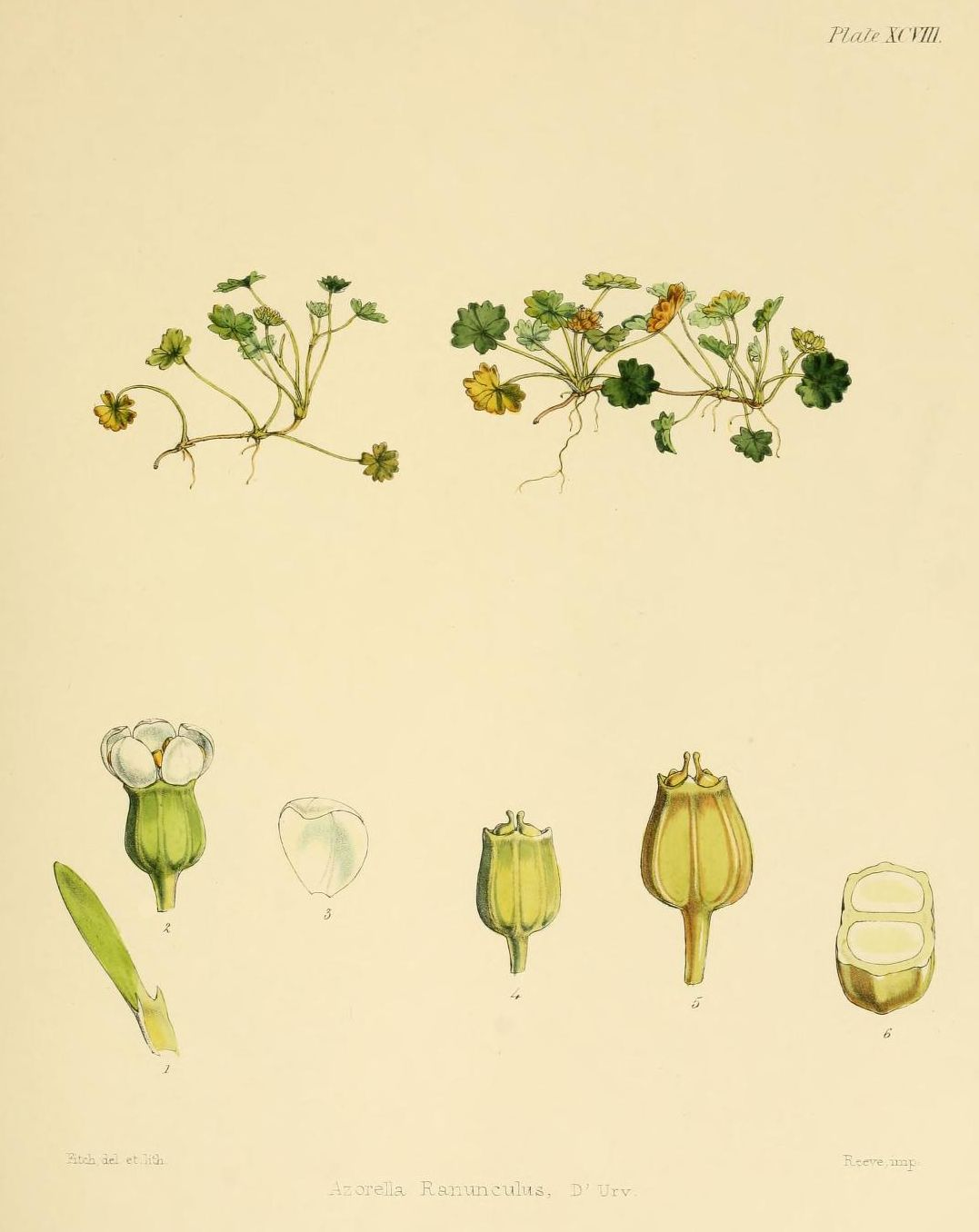